# 上方寺
上方寺遗址，位于中国北京市海淀区凤凰岭自然风景区北线深处，是北京地区一处重要的辽代至清代佛寺遗存，2021年被北京市人民政府公布为第九批北京市文物保护单位。遗址坐落于海拔约650米的山巅凹地中，以其悠久的历史、独特的元代“玲珑塔”以及一则民间传说而闻名。

## 历史沿革

### 始建
上方寺的历史可追溯至辽代。寺院始建于辽穆宗应历十年（公元960年），初名“上方院”。「上方」指寺院的位置较高，其选址于群山之巅辟出一片平地，依山势而建，坐西朝东，尽览东方日出景致。若论建寺年代，上方寺比著名的明代慈寿寺要早618年，是京西地区历史悠久的古刹之一。

### 兴衰
元明两代，藏传佛教为该寺的重要宗教。明末寺院重修，清末寺院衰落，可能被道教所占。寺院在明清两代迎来了其鼎盛时期。从明代天顺年间（1457年—1464年）至清代道光年间（1820年—1850年），上方寺香火旺盛，信众不绝，持续兴盛长达三百余年。其原有建筑格局宏大，设有天王殿、大雄宝殿、三圣殿等三重大殿。《昌平县志》中收录的一首古诗，生动地描绘了古寺当年的清幽与壮丽：
蜡枝响空林，宵来草色侵。蹬盘千级险，寺隐一枝深。古貌僧初定，迥峰日半险。流水生屋底，谁不洗尘襟。

## 建筑遗存
上方寺遗址核心是一座工艺精湛的元代“玲珑塔”，以及一块刻有“上方院 应历十年”的辽代摩崖石刻。此外，遗址还散布着不同时期、材质各异的密宗石塔、明代残石塔、清代覆钵式砖塔。佛寺主体建筑虽已坍圮，但坐西朝东的布局依然可辨，留存的有老银杏树、台基、柱础、拱券残块、精雕碑座、多块明清石碑（《观世音菩萨耳根圆通章》《圆觉经》石碣）。

### 玲珑塔
上方寺玲珑塔是遗址的标志。此塔并非其本名，“玲珑塔”是因其结构精巧、造型别致而获得的俗称，其原始塔名因塔铭风化严重，已不可考。该塔建于元代中统年间（1260年—1264年），是北京现存三座“玲珑塔”中历史最悠久的一座，也是其中体量最小的一座。其建造时间比寺院的始建晚了约304年，是元代建筑在北京地区不可多得的艺术珍品。
塔为砖砌，坐西朝东，高约9米，是一座六角七层的密檐式塔。其建筑工艺极为精湛。塔基为须弥座式，束腰处饰有精美的砖雕斗拱与花卉图案。基座之上承托着三层砖雕仰莲，塔身正面原嵌有汉白玉塔铭，其余各面则饰以砖雕仿木结构的窗扉。塔身各角均装饰有一座微缩的六角密檐式砖雕小塔，与主塔形成巧妙的呼应。各层塔檐下皆有砖雕斗拱支撑，结构繁复。塔刹为复瓣莲花造型的宝顶。整座塔比例匀称，雕饰华美，玲珑别致，充分体现了元代高超的砖雕艺术与建筑美学。
为保护这座珍贵的古塔，凤凰岭公园于2003年对其进行了精心修复，重现了其原始风貌。

## 传说
相传凤凰岭上，曾有僧院“上方寺”与尼庵“下方寺”遥相对峙。两寺虽戒律森严，却因俗世所需而生勾连：僧人以柴换洗，尼众以劳易水，于半山“搁衣庵”互通有无。正是在此机缘下，一对尘缘未了的青年僧尼重燃旧情，私相幽会。风言既起，为证清白，两寺住持竟发下毒誓，称若有私情，上方寺当为水淹，下方寺愿遭火焚。岂料一语成谶，不久果真山洪没顶、天雷焚院，两座古刹化为乌有。